# Christfried Brödel
Christfried Brödel (* 17. Dezember 1947 in Elsterberg) ist ein deutscher Kirchenmusiker und Hochschullehrer.

## Biografie
Christfried Brödel stammt aus einem sächsischen Pfarrhaus. Als Vierzehnjähriger betätigte er sich bereits als Vertretungsorganist. Nach dem Abitur studierte er Mathematik an der Universität Leipzig und wurde gleichzeitig Mitglied des Leipziger Universitätschores. Dort war er von 1967 bis 1971 Chorassistent von Hans-Joachim Rotzsch. 1969 wurde er außerdem Mitglied und Chorpräfekt der Meißner Kantorei 1961, eines überregionalen Chores, der vorwiegend zeitgenössische Musik aufführt (damaliger Leiter: Erich Schmidt). 
1971 beendete er das Mathematikstudium und erwarb den akademischen Grad Diplom-Mathematiker.  Die von ihm angestrebte Hochschullaufbahn wurde ihm aus politischen Gründen verwehrt. Von 1971 bis 1984 arbeitete Brödel als Mathematiker im Institut für Energetik Leipzig sowie im Institut für Ingenieur- und Tiefbau der Bauakademie der DDR (Fachbereich Bodenmechanik). 1982 wurde er mit der Arbeit Eine Methode zur Lösung der ersten Randwertaufgabe für lineare elliptische Differentialgleichungen durch Gebietsänderung promoviert. 
1981 übernahm Christfried Brödel die Leitung der Meißner Kantorei 1961. 1984 wechselte er in den kirchenmusikalischen Dienst der Evangelisch-Lutherischen Landeskirche Sachsens. Nach Prüfungen an den Kirchenmusikschulen Dresden und Halle wurde er zum Landessingwart der sächsischen Landeskirche berufen und nahm gleichzeitig eine Dozententätigkeit an der Kirchenmusikschule Dresden auf. 1988 wurde er zu deren Direktor berufen. 
Von 1992 bis zu seiner Emeritierung 2013 wirkte er als Professor für Chorleitung und Rektor der Hochschule für Kirchenmusik Dresden. Seit 1991 ist er Mitglied des Direktoriums der Neuen Bachgesellschaft und wurde im März 2015 zu ihrem Vorsitzenden berufen. 2002 gründete er das Ensemble vocal modern, ein professionelles Vokalensemble, das vorrangig Neue Musik aufführt. 2013 wurde er ordentliches Mitglied der Sächsischen Akademie der Künste. 
Christfried Brödel leitete zahlreiche Ur- und Erstaufführungen sowie Konzerte mit dem klassischen Chorrepertoire a cappella und Oratorien, dies mit der Meißner Kantorei 1961, mit dem Chor der Hochschule für Kirchenmusik Dresden und dem Ensemble vocal modern. Konzertreisen als Dirigent unternahm er in viele Länder Europas, nach Südafrika und in die USA, ebenso dirigierte er bei CD- und Rundfunkaufnahmen. Brödel war Leiter zahlreicher Chorleitungskurse sowie von zehn Bachakademien im Auftrag der Neuen Bachgesellschaft in Rumänien und der Ukraine. Auch in seinem Ruhestand war er weiterhin zum Beispiel bis 2017 als Leiter der Meißner Kantorei 1961 musikalisch aktiv.

## Auszeichnungen
- Ehrendoktor der Academia de Muzica Rumänien (1994)
- Bundesverdienstkreuz am Bande (7. September 2001)[2]
- Johann Walter Plakette (2006)[3]